# Catatemnus tibetanus
Espèce
Catatemnus tibetanus est une espèce de pseudoscorpions de la famille des Atemnidae.

## Distribution
Cette espèce est endémique du Tibet en Chine. Elle se rencontre dans le xian de Mêdog.

## Description
Le mâle holotype mesure 3,34 mm.

## Systématique et taxinomie
Cette espèce a été décrite par Hou, Zhao et Zhang en 2023.

## Étymologie
Son nom d'espèce lui a été donné en référence au lieu de sa découverte, le Tibet.

## Publication originale
- Hou, Zhao & Zhang, 2023 : « First record of the genus Catatemnus Beier, 1932 from China, with the description of six new species (Pseudoscorpiones, Atemnidae). » ZooKeys, vol. 1168, p. 295–327 (texte intégral).